# Souimanga queue-de-feu
Aethopyga ignicauda
Espèce
Statut de conservation UICN

LC : Préoccupation mineure
Le Souimanga queue-de-feu (Aethopyga ignicauda) est une espèce de passereaux appartenant à la famille des Nectariniidae. L'espèce est présente dans l'Himalaya, dans le sud de la Chine, en Birmanie et en Thaïlande.

## Description
Les deux sexes sont très différents. Le mâle peut atteindre 15 cm avec la queue. Pendant la période nuptiale il a une couronne noire à reflets métalliques bleus. La gorge et le menton sont noirs à reflets métalliques bleu violacé. Les parties supérieures sont écarlates, les ailes vert olive, la poitrine jaune canari avec des traces rouge rosé et les parties inférieures sont vertes. Les pattes et le bec sont noirs. La queue est écarlate et particulièrement longue.
Les femelles et les juvéniles sont de couleur vert olive avec un croupion jaunâtre et n'ont pas la longue queue des mâles adultes.
L'espèce ressemble beaucoup à Aethopyga gouldiae dont les sus-caudales et la queue sont bleues et non rouges. Le bec du Souimanga queue-de-feu est également plus long.

## Écologie

### Comportement
Les souimangas queue-de-feu sont des oiseaux agités qui se poursuivent constamment et bruyamment les uns les autres. Ils émettent une série de petits cris court et monotones dont les trois derniers sont émis au ralenti : "tsi tsi tsi...tsi...tsi...tsi".
Cette espèce se nourrit du nectar des fleurs.

### Reproduction
L'espèce se reproduit dans les forêts de conifères ou de rhododendrons situées entre 3 000  et   4 000 mètres d'altitude. Le nid, construit à hauteur d'homme, est de forme ovale. Les œufs sont couverts de petites taches brunes et mesurent en moyenne 15,6 mm de long et 11,8 mm de large.

## Répartition
L'espèce est présente dans le sud-ouest de la Chine (Tibet adjacent à l'Assam, Sikang et centre du Yunnan), dans l'Himalaya du Garhwal au nord de l'Assam (boucle du Brahmapoutre), en Birmanie jusqu'aux Chin Hills au sud.
Cet oiseau est assez commun dans les forêts de genévriers et de rhododendrons situées entre 1 500  et   3 000 mètres d'altitude.